# Військовий однострій Люфтваффе

Уніформа Люфтваффе. Постер уряду США. 1944

Військовий однострій Люфтваффе — військовий однострій Повітряних сил нацистської Німеччини (Люфтваффе) до та під час Другої світової війни. Уніформа та знаки розрізнення Люфтваффе мали багато унікальних рис у період з 1935 по 1945 рік. За рішенням Гітлера від 26 лютого 1935 року Люфтваффе з 1 березня 1935 року офіційно стало третім окремим видом вермахту. На початку формування Люфтваффе зіткнулося з проблемою військового однострою, оскільки керівництво вважало, що їх вид збройних сил має мати уніформу, відмінну від уніформи двох інших видів вермахту (Геер та Крігсмаріне), а також чітко розмежувати одяг військових та цивільних льотчиків.

## Уніформа
Типова уніформа військовослужбовця Люфтваффе складалася з синьо-сірого однобортного піджака з відкритим коміром, чотирма кишенями та клапанами, світло-блакитної сорочки та темно-синьої краватки, синьо-сірих штанів, чорних шкіряних чобіт та синьо-сірого кашкета, пілотки або сталевого шолому («штальгельм») зразка 1935 року. Звання позначалися емблемами типу «чайка» на нашивках на комірі, тасьмою фельдфебеля вздовж краю коміра та на погонах армійського зразка.

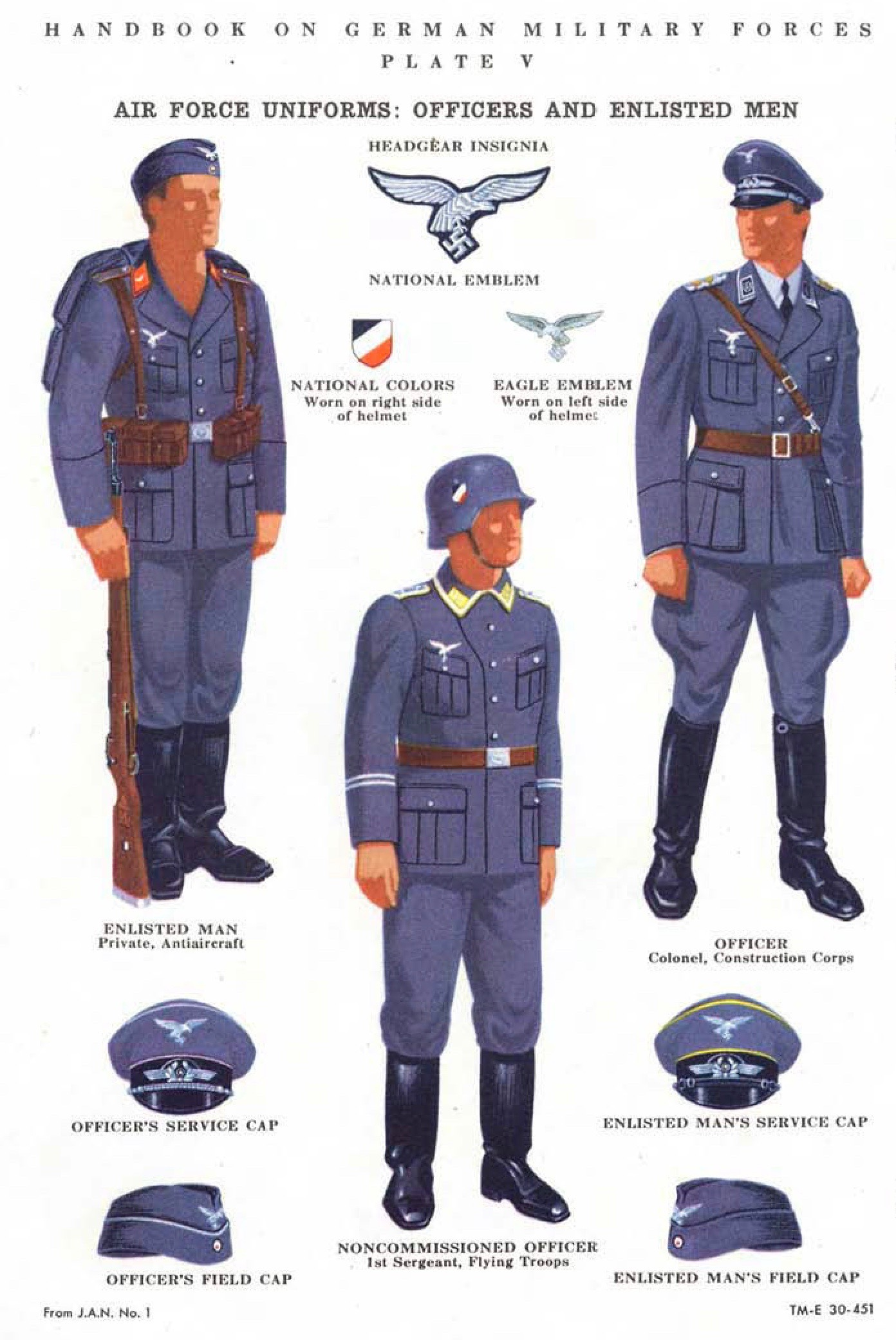
Форма офіцерів та рядового складу німецьких ПС часів Другої світової війни. Ілюстрація: «Довідник німецьких військових сил» (Військове міністерство США, 1943)

Льотний костюм пілота зазвичай складався з бежевого комбінезона, шкіряного льотного шолома та чобіт з товстою хутряною підкладкою. Чорні шкіряні куртки також носили пілоти-винищувачі. Популярним предметом одягу була «флігерблуза» — синьо-сіра однобортна куртка без зовнішніх ґудзиків, призначена для носіння в обмеженому просторі літака.
Як рейхсмаршал Люфтваффе, Герман Герінг мав спеціалізовану уніформу та знаки розрізнення. На комірах були зображені схрещені жезли; погони були схожі на погони фельдмаршала, але з рейхсадлером, який стискав жезли. Знак розрізнення Люфтваффе у вигляді орла відрізнявся від решти частин Вермахту: його крила були загнуті вгору, а свастика не мала кола навколо себе. Хоча у складі Люфтваффе перебувала низка різноманітних авіапольових дивізій, окрім зенітних підрозділів, саме танковий полк «Герман Герінг» — пізніше дивізія — був найбільш незвичайним як головний танковий підрозділ Люфтваффе. Наприкінці 1938 року, зі створенням бронетанкового розвідувального взводу (нім. Panzerspähzug), особовий склад цього підрозділи полку генерала Герінга перейняв дизайн чорної танкової уніформи армійського стилю, але зі знаками розрізнення Люфтваффе, погонами та нашивками на комірах.

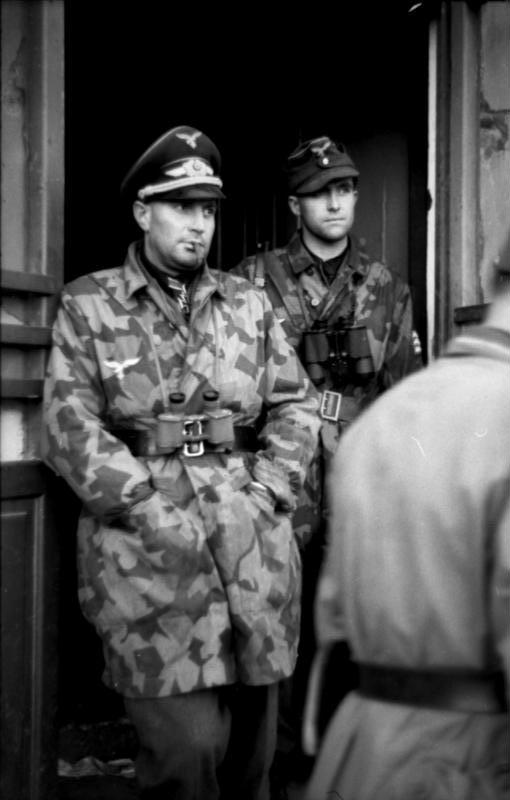
Командир батальйону парашутистів Вальтер Геріке у камуфляжній куртці M1942

Ряд різноманітних уніформ змінив крій та дизайн, які були призначені для будь-якої функції, з якою стикався персонал Люфтваффе. Серед них були:
- Льотний костюм для льотного складу
- Польова форма
- Повсякденна форма
- Гвардійська форма
- Неофіційна форма для офіцерів та сержантів, які керують (при виконанні службових обов'язків)
- Форма для звітування
- Парадна форма
- Прогулянкова форма
- Неофіційна денна форма для офіцерів
- Парадна денна форма для офіцерів
- Неофіційна вечірня форма для офіцерів
- Парадна вечірня форма для офіцерів
- Неофіційна денна форма для сержантів та рядового складу
- Парадна вечірня форма для офіцерів
- Неофіційна денна форма для сержантів та рядового складу
- Літня форма для офіцерів
- Спортивна форма